# 藤蟠
藤蟠（学名：Broussonetia kaempferi），又名藤葡蟠、葡蟠，是桑科构属的植物。分布于日本等地，生长于海拔250米至2,500米的地区，多生在山谷灌丛中、山坡林缘、山坡灌丛、山坡林中、沟边、攀援、山谷及山坡路边。

## 异名
- Broussonetia kaempferi Sieb. et Zucc. var. australis T. Suzuki